# Orașul iubirii
Orașul iubirii (titlu original: Paris, je t'aime) este un film de antologie din 2006 regizat de 22 de regizori de diferite naționalități, printre care  Gurinder Chadha, Sylvain Chomet, frații Coen, Isabel Coixet, Gérard Depardieu, Wes Craven, Alfonso Cuarón, Nobuhiro Suwa, Alexander Payne, Tom Tykwer, Walter Salles, Yolande Moreau și Gus Van Sant.  Filmul de două ore este format din optsprezece scurtmetraje plasate în diferite arondismente (districte).
Inițial, au fost planificate 20 de scurtmetraje reprezentând cele 20 de arondismente ale Parisului, dar două dintre ele (arondismentul 15, regizat de Christoffer Boe, și arondismentul 11, de Raphaël Nadjari) nu au fost incluse în filmul final deoarece au fost considerate necorespunzătoare. Fiecare arondisment este urmat de câteva imagini ale Parisului; aceste secvențe de tranziție au fost scrise de Emmanuel Benbihy și regizate de Benbihy cu Frédéric Auburtin. Inclusiv cu Benbihy, au fost 22 de regizori implicați în acest film.